# فيليب لونغ
فيليب لونغ (بالإنجليزية: Phillip Long)‏ (16 مايو 1983 بأوكلاهوما سيتي في الولايات المتحدة - ) هو لاعب كرة قدم أمريكي في مركز الوسط. لعب مع نادي شمال كارولاينا.

## وصلات خارجية
- فيليب لونغ على موقع قاعدة بيانات كرة القدم.إي يو (الإنجليزية)